# ابوتسفیلد، ادمونتان
ابوتسفیلد، ادمونتان (به انگلیسی: Abbottsfield, Edmonton) در کانادا با جمعیت ۱٬۸۸۸ نفر است که در آلبرتا واقع شده‌است.